# حاجی رایت
حاجی رایت (انگلیسی: Haji Wright؛ زادهٔ ۲۷ مارس ۱۹۹۸) بازیکن فوتبال اهل آمریکا است که برای باشگاه فوتبال کاونتری انگلیس بازی می‌کند.
از باشگاه‌هایی که در آن بازی کرده‌است می‌توان به باشگاه فوتبال نیویورک کاسموس، باشگاه فوتبال اس‌وی زاندهاوزن، باشگاه فوتبال فنلو، باشگاه فوتبال آنتالیااسپور، باشگاه فوتبال سوندریوسکه، و باشگاه فوتبال شالکه ۰۴ اشاره کرد.
وی همچنین در تیم ملی فوتبال ایالات متحده آمریکا بازی کرده‌است.